# Dolní Těšice
Dolní Těšice település Csehországban, Přerovi járásban. Dolní Těšice Skalička, Kelč, Horní Těšice és Zámrsky településekkel határos. Lakosainak száma 61 fő (2024. január 1.).

## Népesség
A település lakosságának változását az alábbi diagram mutatja:
| Lakosok száma | 135  | 106  | 119  | 94   | 50   | 40   | 65   | 66   | 62   | 61   |
|               | 1869 | 1890 | 1921 | 1950 | 1980 | 2001 | 2017 | 2019 | 2022 | 2024 |